# Prepiella radicans
Prepiella radicans là một loài bướm đêm thuộc phân họ Arctiinae, họ Erebidae.